# Championnats d'Europe de cyclisme sur route 2020
Navigation
Édition précédente Édition suivante
Les championnats d'Europe de cyclisme sur route 2020 ont lieu du 24 au 28 août 2020 à Plouay en France,. Au total treize titres sont décernés, sept en contre-la-montre et six en course en ligne. C'est la troisième fois après 2001 et 2016 que la France accueille la compétition. Environ 800 cyclistes de 50 pays sont attendus.

## Organisation
La ville de Trente en Italie devait accueillir les championnats du 9 au 13 septembre 2020, mais elle a reporté son organisation à septembre 2021 en raison de la pandémie de Covid-19.
La ville de Plouay accueille ces championnats d'Europe qui sont placés en étroite synergie avec la Bretagne Classic et le Grand Prix de Plouay féminin prévus pour le mardi 25 août. De plus, ces championnats d'Europe sont positionnés entre les championnats nationaux prévus dans la plupart des pays européens le 23 août (dont le championnat de France qui a lieu également dans le Morbihan à Grand-Champ) et le départ du Tour de France prévu le samedi 29 août.

## Présentation

### Parcours
Le parcours du contre-la-montre est le même pour toutes les catégories. Il est tracé sur un circuit de 25,6 kilomètres, sur un parcours fait de montée et de descente, avec notamment la côte de Restergal (1500 mètres à 4,2%) située dans les derniers kilomètres.
Pour la course en ligne, le circuit de Plouay est tracé sur 13,65 kilomètres. Il comprend trois ascensions : la côte du Lézot (1400 mètres à 3,9%), la montée de Lann Payot (1300 mètres à 2,6%) et la côte de Restergal. Le circuit est proche de celui des mondiaux 2000.

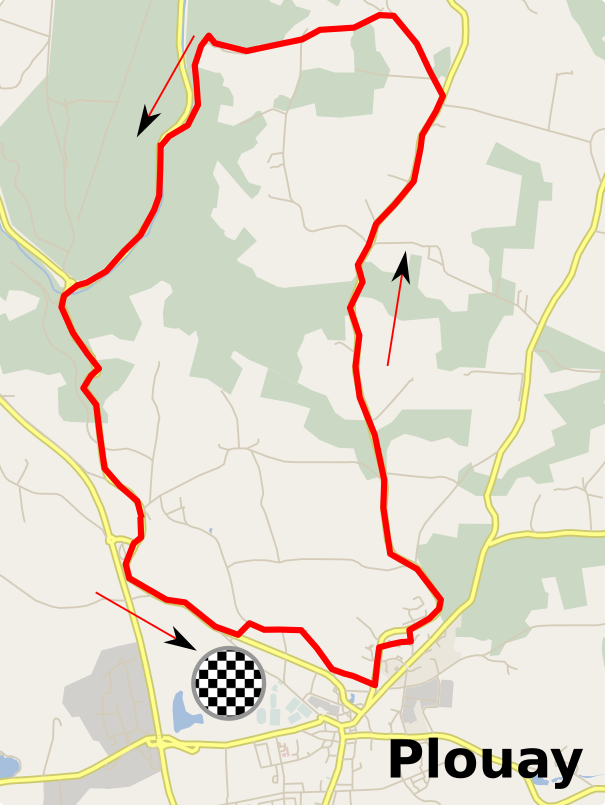
Circuit pour la course en ligne
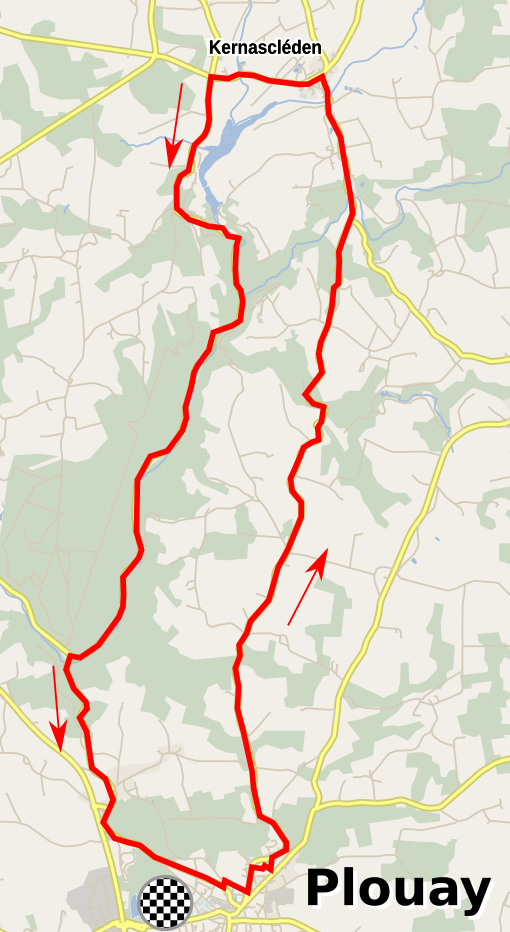
Circuit pour le contre-la-montre

### Programme
Le programme est le suivant, :
| Date             | Horaire | Épreuve                                      | Distance | Tours |
| ---------------- | ------- | -------------------------------------------- | -------- | ----- |
| Lundi 24 août    | 9h00    | Femmes juniors - contre-la-montre individuel | 25,6 km  |       |
| Lundi 24 août    | 10h25   | Hommes juniors - contre-la-montre individuel | 25,6 km  |       |
| Lundi 24 août    | 12h00   | Femmes espoirs - contre-la-montre individuel | 25,6 km  |       |
| Lundi 24 août    | 13h10   | Hommes espoirs - contre-la-montre individuel | 25,6 km  |       |
| Lundi 24 août    | 14h30   | Femmes élites - contre-la-montre individuel  | 25,6 km  |       |
| Lundi 24 août    | 16h10   | Hommes élites – contre-la-montre individuel  | 25,6 km  |       |
| Mercredi 26 août | 9h00    | Femmes espoirs – course en ligne             | 81,9 km  | 6     |
| Mercredi 26 août | 12h00   | Hommes élites – course en ligne              | 177,4 km | 13    |
| Jeudi 27 août    | 9h00    | Hommes espoirs – course en ligne             | 136,5 km | 10    |
| Jeudi 27 août    | 13h00   | Femmes élites – course en ligne              | 109,2 km | 8     |
| Vendredi 28 août | 9h00    | Femmes juniors - course en ligne             | 68,25 km | 5     |
| Vendredi 28 août | 11h20   | Hommes juniors - course en ligne             | 109,2 km | 8     |
| Vendredi 28 août | 14h30   | Élites - Relais mixte                        | 54,6 km  | 2+2   |

### Prix
L'UEC attribue des primes lors des différentes épreuves.
|                  | Rang  | Hommes élites | Femmes élites | Hommes U23 | Femmes U23 | Hommes juniors | Femmes juniors | Total    |
| ---------------- | ----- | ------------- | ------------- | ---------- | ---------- | -------------- | -------------- | -------- |
| Courses en ligne | 1     | 6 000 €       | 6 000 €       | 2 000 €    | 2 000 €    | 700 €          | 700 €          | 17 400 € |
| Courses en ligne | 2     | 4 200 €       | 4 200 €       | 1 400 €    | 1 400 €    | 490 €          | 490 €          | 12 180 € |
| Courses en ligne | 3     | 2 400 €       | 2 400 €       | 800 €      | 800 €      | 280 €          | 280 €          | 6 960 €  |
| Courses en ligne | Total | 12 600 €      | 12 600 €      | 4 200 €    | 4 200 €    | 1 470 €        | 1 470 €        | 36 540 € |
| Contre-la-montre | 1     | 3 000 €       | 3 000 €       | 1 000 €    | 1 000 €    | 300 €          | 300 €          | 12 267 € |
| Contre-la-montre | 2     | 2 100 €       | 2 100 €       | 700 €      | 700 €      | 210 €          | 210 €          | 6 020 €  |
| Contre-la-montre | 3     | 1 200 €       | 1 200 €       | 400 €      | 400 €      | 120 €          | 120 €          | 3 440 €  |
| Contre-la-montre | Total | 6 300 €       | 6 300 €       | 2 100 €    | 2 100 €    | 630 €          | 630 €          | 18 060 € |
| Total            | Total | 18 900 €      | 18 900 €      | 6 300 €    | 6 300 €    | 2 100 €        | 2 100 €        | 54 600 € |

## Podiums

### Hommes

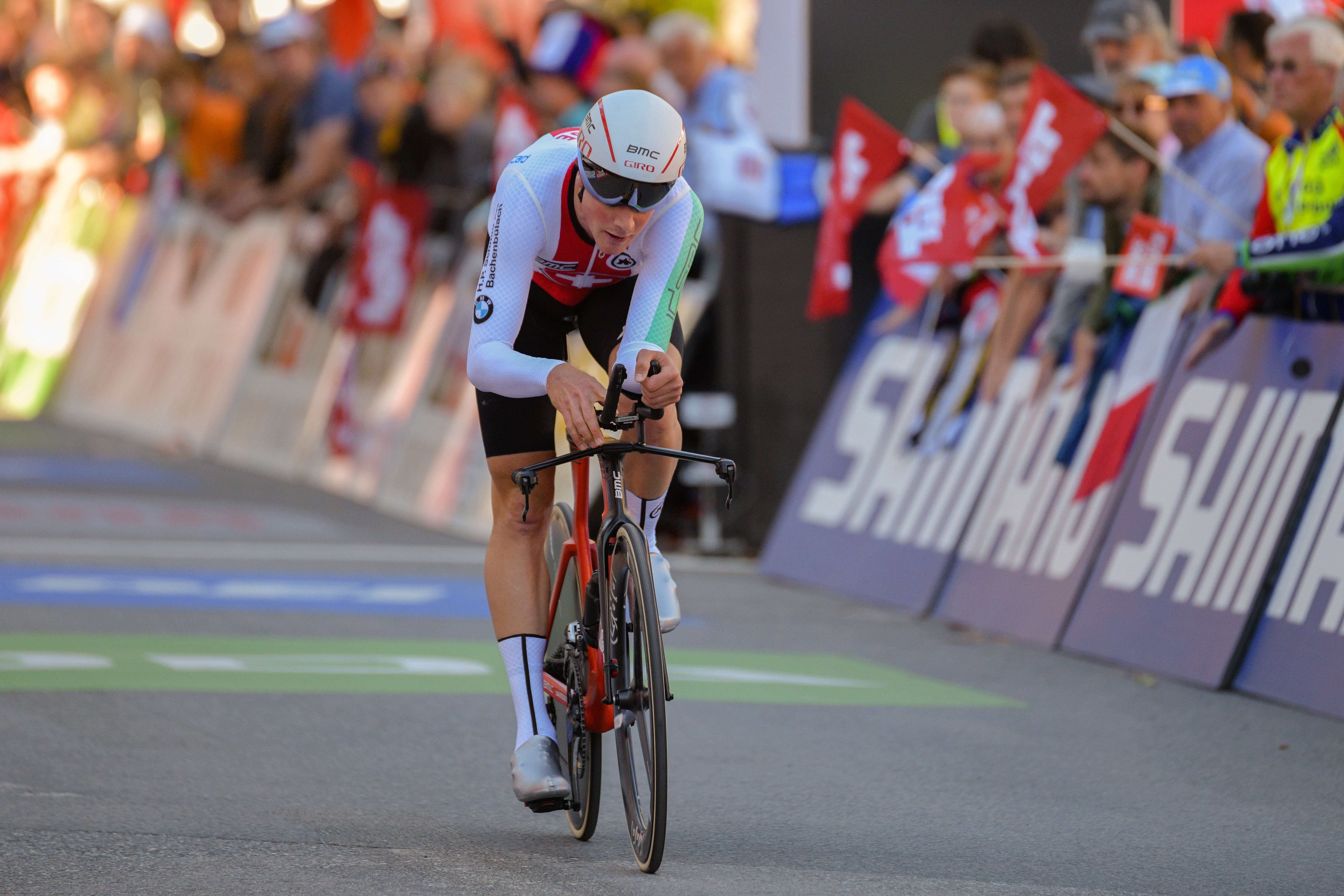
Stefan Küng (ici aux mondiaux 2018) devient champion d'Europe du contre-la-montre.

| Compétitions     | Or                      | Argent           | Bronze             |
| Hommes - élites  |                         |                  |                    |
| Course en ligne  | Giacomo Nizzolo         | Arnaud Démare    | Pascal Ackermann   |
| Contre-la-montre | Stefan Küng             | Rémi Cavagna     | Victor Campenaerts |
| Hommes - Espoirs |                         |                  |                    |
| Course en ligne  | Jonas Iversby Hvideberg | Anthon Charmig   | Vojtěch Řepa       |
| Contre-la-montre | Andreas Leknessund      | Stefan Bissegger | Ilan Van Wilder    |
| Hommes - Juniors |                         |                  |                    |
| Course en ligne  | Kasper Andersen         | Pavel Bittner    | Arnaud De Lie      |
| Contre-la-montre | Mathias Vacek           | Marco Brenner    | Lorenzo Milesi     |

### Femmes

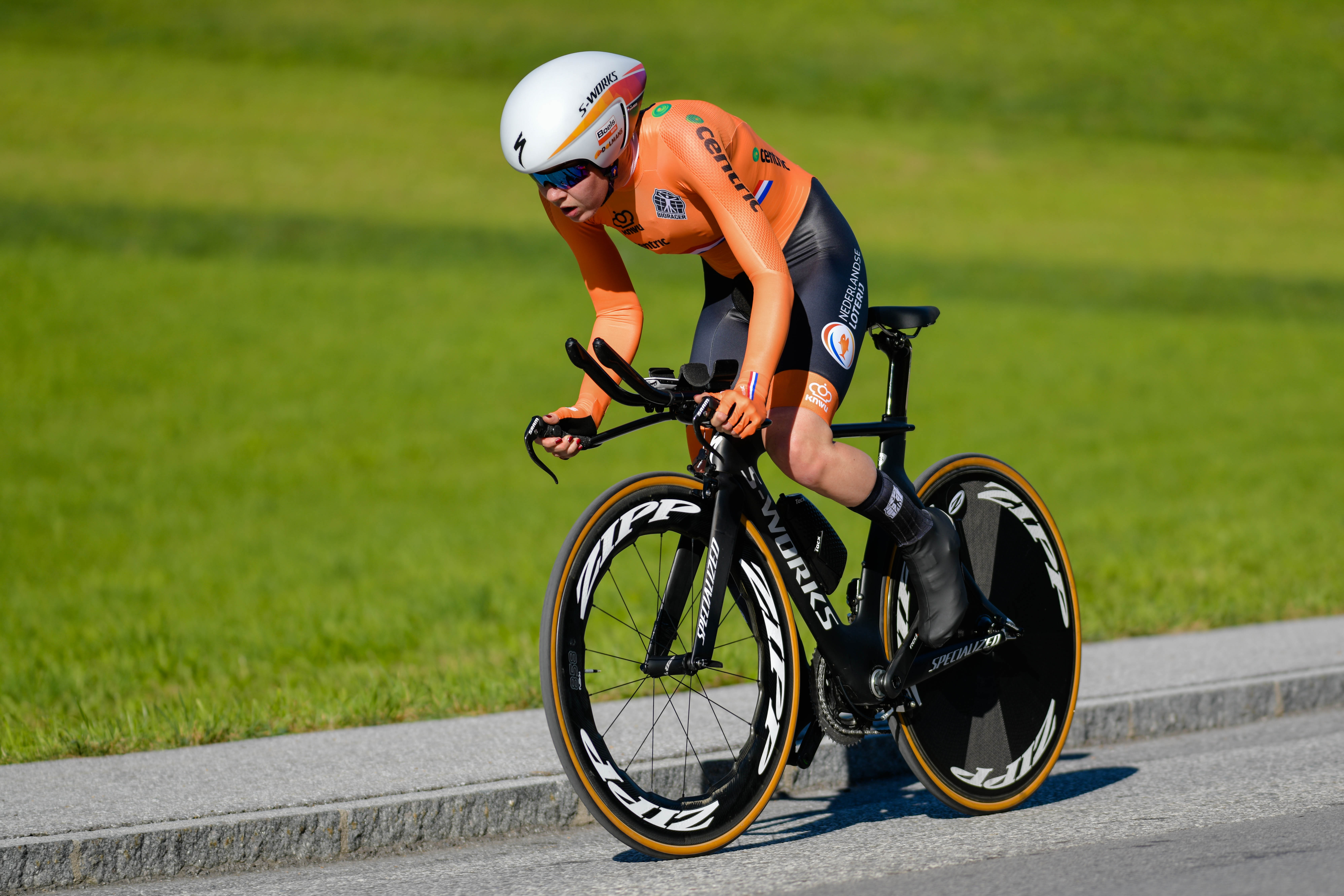
Anna van der Breggen (ici aux mondiaux 2018) remporte le titre en contre-la-montre.

| Compétitions     | Or                   | Argent               | Bronze                   |
| Femmes - élites  |                      |                      |                          |
| Course en ligne  | Annemiek van Vleuten | Elisa Longo Borghini | Katarzyna Niewiadoma     |
| Contre-la-montre | Anna van der Breggen | Ellen van Dijk       | Marlen Reusser           |
| Femmes - Espoirs |                      |                      |                          |
| Course en ligne  | Elisa Balsamo        | Lonneke Uneken       | Emma Norsgaard Jørgensen |
| Contre-la-montre | Hannah Ludwig        | Franziska Koch       | Marta Jaskulska          |
| Femmes - Juniors |                      |                      |                          |
| Course en ligne  | Eleonora Gasparrini  | Marith Vanhove       | Katrijn De Clercq        |
| Contre-la-montre | Elise Uijen          | Maëva Squiban        | Carlotta Cipressi        |

### Mixte
| Compétitions            | Or                                                                                            | Argent                                                                                                 | Bronze                                                                                             |
| Contre-la-montre relais | Allemagne Miguel Heidemann Michel Hessmann Justin Wolf Lisa Brennauer Lisa Klein Mieke Kröger | Suisse Stefan Bissegger Robin Froidevaux Claudio Imhof Elise Chabbey Marlen Reusser Kathrin Stirnemann | Italie Edoardo Affini Liam Bertazzo Davide Plebani Vittoria Bussi Elena Cecchini Vittoria Guazzini |

## Tableau des médailles
| Rang  | Nation    | Or | Argent | Bronze | Total |
| ----- | --------- | -- | ------ | ------ | ----- |
| 1     | Pays-Bas  | 3  | 2      | 0      | 5     |
| 2     | Italie    | 3  | 1      | 3      | 7     |
| 3     | Allemagne | 2  | 2      | 1      | 5     |
| 4     | Norvège   | 2  | 0      | 0      | 2     |
| 5     | Suisse    | 1  | 2      | 1      | 4     |
| 6     | Danemark  | 1  | 1      | 1      | 3     |
| 6     | Tchéquie  | 1  | 1      | 1      | 3     |
| 8     | France    | 0  | 3      | 0      | 3     |
| 9     | Belgique  | 0  | 1      | 4      | 5     |
| 10    | Pologne   | 0  | 0      | 2      | 2     |
| Total | Total     | 13 | 13     | 13     | 39    |

## Diffuseurs
| Pays      | Diffuseur   |
| --------- | ----------- |
| Europe    | Eurosport 1 |
| Belgique  | Één         |
| Danemark  | TV 2        |
| Estonie   | ETV 2       |
| France    | France 3    |
| Italie    | Rai Sport   |
| Norvège   | NRK2        |
| Pays-Bas  | NPO.nl      |
| Pologne   | tvpsport.pl |
| Slovaquie | RTVS.sk     |
| Suisse    | SFR         |